# الدوري الأسترالي لكرة القدم
الدوري الأسترالي الممتاز أو أي ليغ إنطلق في 1977 تحت اسم دوري كرة القدم الوطني. توقف في نسخته القديمة سنة 2004 لتعطى انطلاقة أي ليغ سنة 2005، دوري محترف يحتوي فرقا أسترالية ونيوزيلندية لكنه دائما تحت إدارة اتحاد أستراليا لكرة القدم.

## تاريخ

### تنظيم
الدوري الأسترالي الممتاز هي بطولة كرة قدم تدار من قبل اتحاد أستراليا لكرة القدم. إنطلق سنة 2005 ويستند على نظام فرق بدون صعود أو نزول قبل بدايه دوري 2010 وذلك لتاسيس فرق جديدة بالقارة الاستراليه .

### تاريخ
ضربة البداية للموسم الأول (2005/06) كانت يوم 26 أغسطس 2005. كرة القدم لها تاريخ مضطرب نوعا ما في أستراليا وليست رياضة شعبية وذات اهتمام كبير. بعد الموسم الأخير من الدوري الوطني لكرة القدم، النسخة القديمة، قرر الإتحاد الأسترالي لكرة القدم إنشاء مسابقة جديدة بثمانية فرق، من أجل إعطاء روح جديدة لكرة القدم في البلاد. ثمانية مدن تتنافس في هذه الدورة المحترفة: سبعة في أستراليا، سيدني، بيرث، بريزبن، ملبورن، أديليد، نيوكاستل وغوسفورد وواحدة في نيوزيلندا، أوكلاند. معدل الحضور الجماهيري في الملاعب الأسترالية في الموسم الأول كان وصل إلى 10862.
جلبت البطولة دعم العديد من المصانع الكبرى منها هيونداي ( المستشهر الرسمي )، وبثت على التلفاز على قناة فوكس سبورت. ريبوك قامت بتجهيز جميع الفرق بالقمصان. أعلنت حملة إشهارية في بداية الموسم الأول للدوري، منها إشهار تلفزي موجه للشباب.
أول حائزين على اللقب كانا سيدني (2005/06) وملبورن فيكتوري (2006/07). إثر الموسم الثاني، قرر نادي نيوزيلاند نايتس الانسحاب من البطولة. بسبب النتائج الهزيلة (مرتين المركز الأخير) والحضور الجماهيري القليل، تم استبدالها بناد نيوزيلندي آخر وهو ويلينغتون فينيكس بداية من موسم 2007/08.

## الفرق
- نادي سيدني
- بيرث غلوري
- نادي وسترن سيدني واندررز
- نادي بريزبان رور
- أديلايد يونايتد
- ملبورن فيكتوري
- نادي ملبورن سيتي
- سنترال كوست مارينرز
- نيوكاسل يونايتد جتس
- ويلينغتون فينيكس
- ويسترن يونايتد

### دوري أبطال آسيا
بداية من 2007، أفضل فريقين في الموسم السابق في الدوري يشاركان في دوري أبطال آسيا.

## أرقام قياسية وإحصائيات

### سجل الأبطال
2005/06: سيدني
2006/07: ملبورن فيكتوري
2007/08: نيوكاسل يونايتد جتز
2008/09: ملبورن فيكتوري
2009/10: سيدني
2010/11: بريزبان رور
2011/12: بريزبان رور
2012/13: سنترال كوست مارينرز

### أرقام قياسية
- أفضل هداف في تاريخ الدوري: شاين سميلتز 73 هدف.
- أفضل هداف في موسم واحد في الدوري: شاين سميلتز (موسم 2009/10) وبيسارت بيريشا (موسم 2011/12) بـ19 هدفا.
- أكثر لاعب مشاركة في المباريات: مات تومسون بـ 207 مباراة.

## حقوق البث[4][5]
قائمة للقنوات الناقلة للدوري.

## وصلات خارجية
- الموقع الرسمي لإي ليغ